# معبد المحرقة

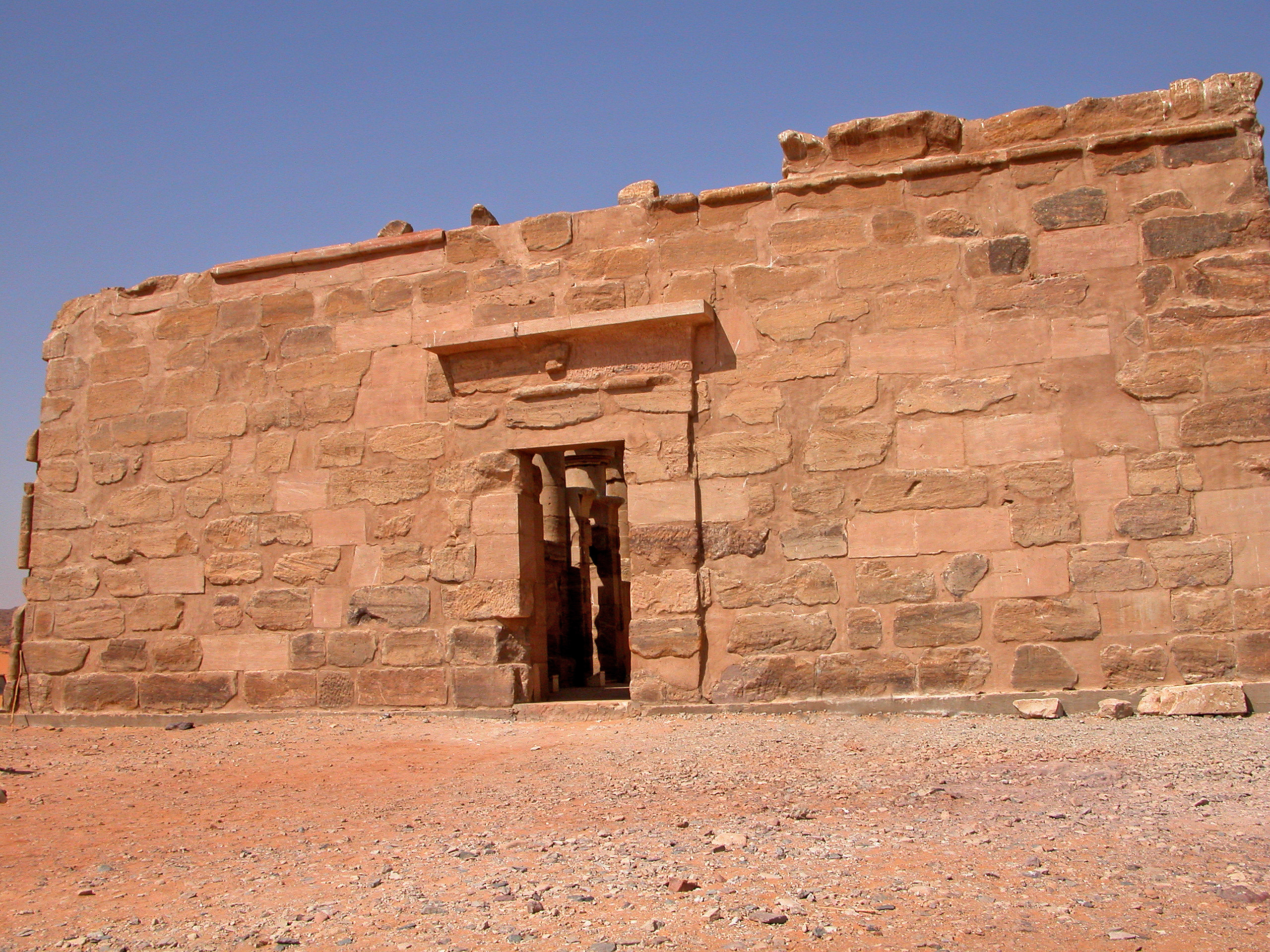
معبد المحرقة في النوبة

معبد المحرقة يقع في النوبة السفلية ويبعد حوالى 120 كم عن أسوان في إتجاه الجنوب. بعد عدة سنوات من سيطرة الإمبراطورية الرومانية على مصر عام 30 قبل الميلاد قام الكوشيون من مملكة مروى بعمل غارات على منطقة الشلال الأول عام 23 قبل الميلاد. قام المبعوث الروماني لمصر بترونيوس بهزيمة الغارات المروية وقام بعدها بوضع قواته على الحدود الجنوبية لمنطقته بالقرب منقصر ابريم. بعد عدة مشاوارات ونقاشات تم ترسيم الحدود بين مملكة مروى ومصر الرومانية فكان دير المحرقة أقصى حدود مصر الرومانية.

## معبد سيرابيس وإيزيس بالمحرقة

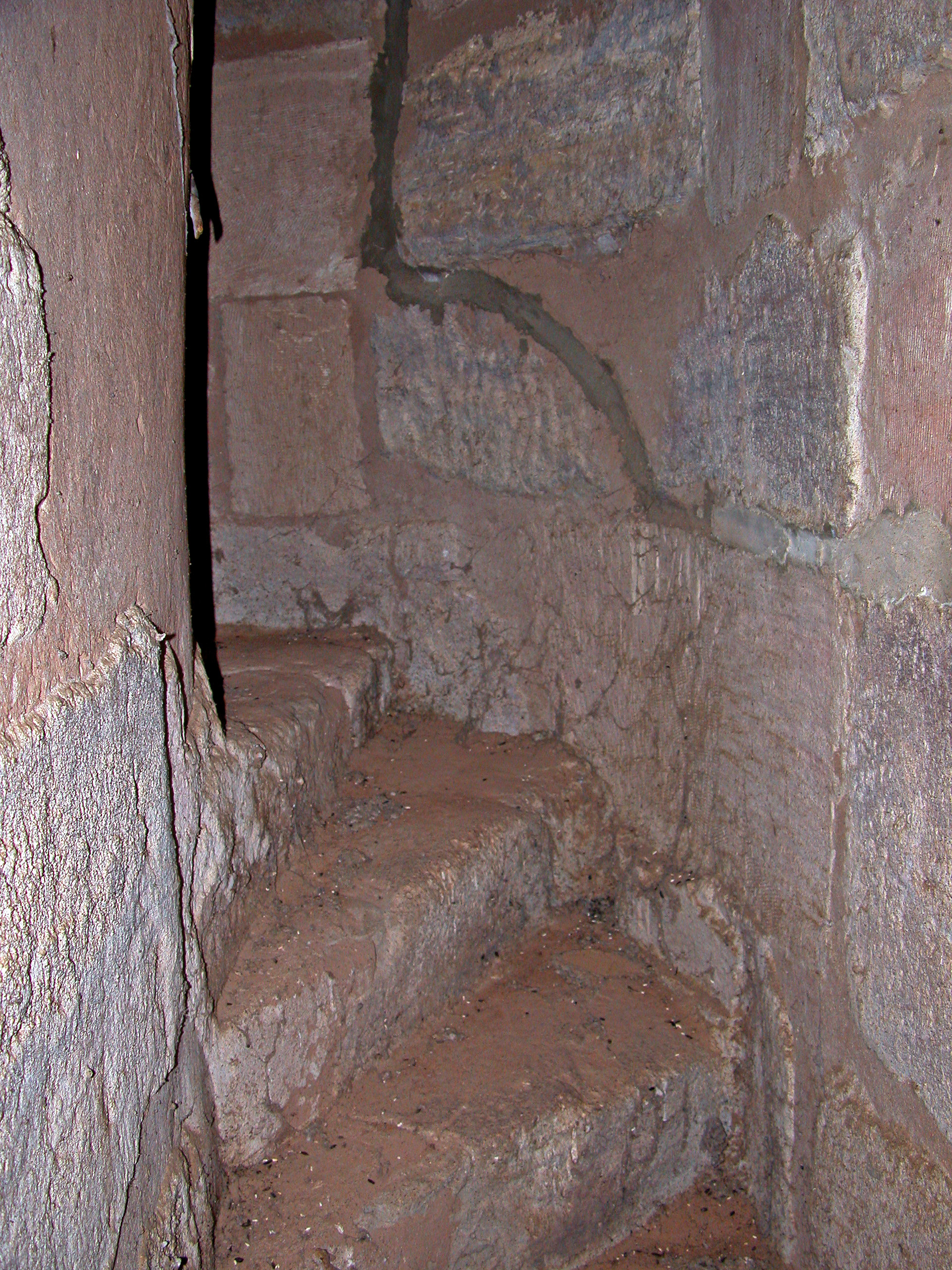
الدرج الحلزونى للمعبد

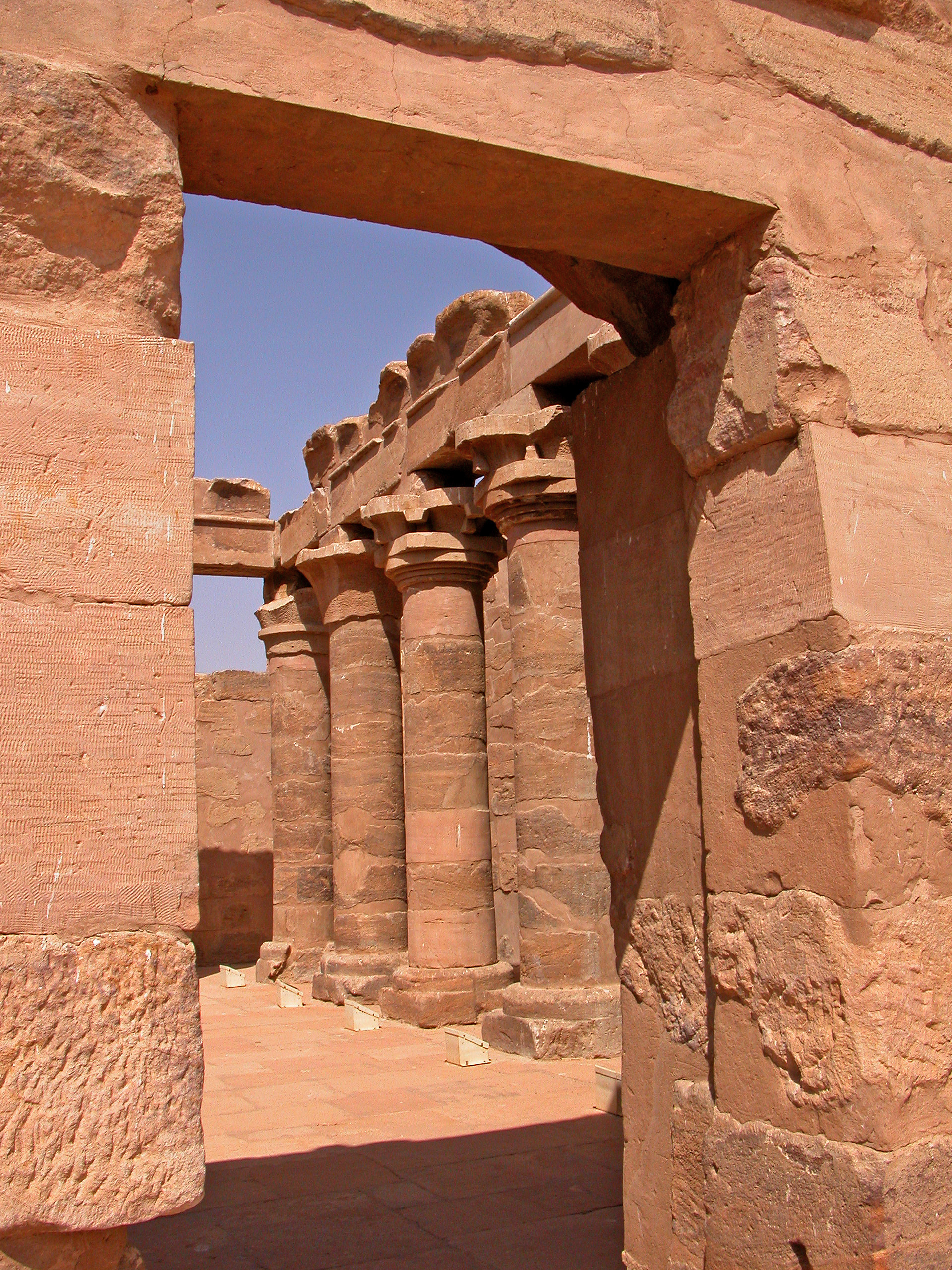
فناء معبد المحرقة

معبد المحرقة تم نقله بعد بناء السد العالى عام 1960. وقد كان مخصصاً لعبادة الإله سيرابيس والإلهة إيزيس. وعلى الرغم من إنه معبد مصري روماني لم يتم نسبه لأى من ملوك مصر الرومانيين حيث أنه لم يتم اكتماله أو الكتابة عليه. ولكن يرجح أنه تم إنشائه في عهد الإمبراطور أغسطس. الجزء الوحيد المكتمل من المعبد هو فناء بطول 15.69 متر وعرض 13.56 متر محاط بأعمدة من ثلاثة جهات. ويحتوي التصميم الأصلى للمعبد على قدس أقداس وواجهة صرح ولكنهما لم يتم بنائهما.
ويتميز معبد المحرقة بوجود سلم حلزوني يصل إلى سقف المعبد. وهو السلم الحلزوني الوحيد الذي وجد في معبد نوبى.

## عملية نقل المعبد
بما أن موقع المعبد كان مهدد بالغرق بعد إنشاء السد العالي قامت وزارة الآثار المصرية بفكه عام 1961 وإعادة تركيبه في عام 1966. الموقع الجديد للمعبد يقع بجوار معبد الدكة في وادى السبوع الجديد والذي يقع على مسافة 4 كم غرب الموقع الأصلى لوادى السبوع.